# Breiangen
Breiangen er havområdet syd for, hvor Drammensfjorden munder ud i  Oslofjorden, øst for Holmestrand og syd for Hurum i Vestfold og Telemark og Viken fylker i Norge; Den sydlige begrænsning er ved Horten.
Havområdet er op til ca. 100 meter dybt. Tofteholmen og Ranvikholmen i øst er vulkanske, og har Norges højeste middeltemperatur. Midt i Breiangen ligger den fredede og botanisk enestående ø Mølen. Området omkring fjorden har formentlig Norges største bestand af mistelten
Der ligger en række gravhøje fra bronzealderen og jernalderen på kysterne og øerne omkring Breiangen, blandt andet ved Rødtangen, Ersvika, og på Mølen. Området har været en uhyre strategisk vigtig færdselsåre i århundreder.
59°29′1.04″N 10°27′28.63″Ø / 59.4836222°N 10.4579528°Ø